# Magnus Nilsson (kung)
Magnus Nilsson, född omkring 1106–1107, död 4 juni 1134, var prins av Danmark och valdes till kung av götarna. Magnus var son till kung Nils (danska: Niels) och hans svenskfödda drottning Margareta (dotter till den svenske kungen Inge den äldre). Gift med Rikissa av Polen, far till Knut V av Danmark. Av Snorre Sturlasson kallas han Magnus den starke.

## Biografi
Enligt Saxo Grammaticus valdes Magnus till kung av Sverige efter Inge den yngres död av götarna cirka 1125, men valet accepterades inte av svearna. De skall ha valt en egen kung, men denne skall ha dödats av götarna. Därefter skall Magnus ha accepterats som kung, men då var han upptagen av inbördeskrig i Danmark, och Sverker den äldre valdes till kung.
Magnus omnämns inte i Västgötalagens kungalängd, men där sägs att den av svearna valde Ragnvald Knaphövde dräptes av västgötarna när han var så övermodig att han red in i landskapet utan att först begära gisslan. Detta kan ha skett på hans eriksgata. Landskapet skall sedan ha styrts av lagmannen och landskapets hövdingar, tills Sverker valdes till kung. Att han inte nämns i kungalängden har gissats bero antingen på att han inte erkändes i Västergötland, eller att man skämdes över honom efter lönnmordet på Knut Lavard.
Detta kusinmord skall ha skett den 7 januari (därefter kallad Knutsdagen) 1131, varefter han enligt Saxo flydde till götarna. När han kallades hem av sin far utbröt inbördeskrig. Kejsar Lothar III kallade honom till sig, och vid ett riksmöte i Halberstadt 15 april 1134 avlade han länsed till kejsaren och kröntes. Knappt två månader senare, den 4 juni 1134, stupade han emellertid i slaget vid Foteviken mot Erik Emune vid Fotevik i Skåne.
Enligt Sven Aggesen skall han ha varit huvudet längre än andra män, och Roskildekrönikan kallar honom skön, stark, givmild och vis. Även Saxo, som fokuserar på honom som Knuts mördare, uttalar sin beundran för hans person i övrigt.
Enligt Olaus Magnus skall han ha kämpat mot dyrkan av Tor, och ohelgat Uppsala tempel.
Det finns ett av Rasmus Ludvigsson ditplacerat gravmonument felaktigt tillägnat kung Magnus i Vreta klosterkyrka, baserat på en förväxling med Magnus Henriksson. Vissa historiker håller det för sannolikt att Magnus Henriksson vilar någonstans inom klostrets område, men enligt Hans Gillingstam finns det inga belägg för att någon av dem ligger i Vreta. Sannolikt är det riddaren Magnus Bengtsson eller dennes sonson och namne som har sin familjegrav i koret där monumentet står.
Han gifte sig, troligen 1128, med Rikissa av Polen, dotter till hertig Boleslav III av Polen och Salomea av Berg. De hade sonen Knut, sedermera dansk kung.